# Championnat du monde féminin moins de 18 ans de hockey sur glace 2013
Navigation
Championnat du monde 2012 Championnat du monde 2014
Le Championnat du monde féminin moins de 18 ans de hockey sur glace 2013 est la sixième édition de cette compétition organisée par la Fédération internationale de hockey sur glace (IIHF). Elle a lieu du 28 décembre 2012 au 5 janvier 2013 dans les villes de Heinola et de Vierumäki, en Finlande.
Le Canada conserve son titre en dominant en finale les États-Unis. La Suède complète le podium.
Indépendamment du groupe élite, la Division I est disputée à Romanshorn en Suisse (2-8 janvier 2013), précédée d'un groupe de qualification joué à Dumfries au Royaume-Uni (27 octobre-1er novembre 2012).

## Division élite

### Présentation
La Division élite a lieu du 29 décembre 2012 au 5 janvier 2013 en Finlande. La Finlande s'est vu confier l'organisation du tournoi en mai 2012.
La Versowood Areena de Heinola est l'une des patinoires retenues. D'une capacité de 2 975 spectateurs, elle accueille douze rencontres dont la finale. La seconde patinoire utilisée est celle de l'Institut du Sport de Finlande situé à Vierumäki.Les dix autres rencontres s'y déroule,.

### Format de compétition
Les huit équipes participantes sont réparties en deux groupes de quatre disputés sous la forme de championnats à match simple. Le premier de chaque groupe se qualifient directement pour les demi-finales tandis que les équipes classées deuxième et troisième passent par des quarts de finale. S'ensuivent les demi-finales, la finale et les matchs de classement pour la troisième et la cinquième place. De leur côté, les équipes classées à la dernière place leur poule s'opposent dans une série jouée au meilleur des trois matchs, le perdant étant relégué en Division I pour l'édition 2013.
La répartition des points est la suivante :
- 3 points pour une victoire dans le temps réglementaire
- 2 points pour une victoire en prolongation ou aux tirs de fusillade
- 1 point pour une défaite en prolongation ou aux tirs de fusillade
- 0 point pour une défaite dans le temps réglementaire

| Groupe A - Canada (T) - Allemagne - Finlande - Hongrie (P) | Groupe B - États-Unis - Suède - Tchéquie - Russie |

### Tour préliminaire

#### Groupe A
| Clt   | Équipe    | PJ | V | VP | D | DP | BP | BC | Diff | Pts |
| ----- | --------- | -- | - | -- | - | -- | -- | -- | ---- | --- |
| +001, | Canada    | 3  | 3 | 0  | 0 | 0  | 15 | 1  | +14  | 9   |
| +002, | Finlande  | 3  | 2 | 0  | 1 | 0  | 7  | 6  | +1   | 6   |
| +003, | Hongrie   | 3  | 0 | 1  | 2 | 0  | 3  | 9  | -6   | 2   |
| +004, | Allemagne | 3  | 0 | 0  | 2 | 1  | 3  | 12 | -9   | 1   |

- Qualifié pour les demi-finales
- Qualifiés pour les quarts de finale
- Reversé dans le tour de relégation

#### Groupe B
| Clt   | Équipe     | PJ | V | VP | D | DP | BP | BC | Diff | Pts |
| ----- | ---------- | -- | - | -- | - | -- | -- | -- | ---- | --- |
| +001, | États-Unis | 3  | 3 | 0  | 0 | 0  | 25 | 0  | +25  | 9   |
| +002, | Suède      | 3  | 1 | 0  | 1 | 1  | 7  | 15 | -8   | 4   |
| +003, | Tchéquie   | 3  | 1 | 0  | 2 | 0  | 7  | 17 | -10  | 3   |
| +004, | Russie     | 3  | 0 | 1  | 2 | 0  | 9  | 16 | -7   | 2   |

- Qualifié pour les demi-finales
- Qualifiés pour les quarts de finale
- Reversé dans le tour de relégation

### Tour de relégation
Tous les horaires sont locaux (UTC+2).
| 2 janvier 2013 | Russie | 5-3 (3-0, 1-2, 1-1) | Allemagne | Vierumäki Areena |

| Feuille de match | Feuille de match | Feuille de match | Feuille de match | Feuille de match |
| ---------------- | ---------------- | ---------------- | ---------------- | ---------------- |
|                  |                  |                  |                  |                  |
|                  |                  |                  |                  |                  |
|                  |                  |                  |                  |                  |
|                  |                  |                  |                  |                  |

| 4 janvier 2013 | Allemagne | 3-4 (pr) (1-1, 1-2, 1-0, 0-1) | Russie | Vierumäki Areena |

| Feuille de match | Feuille de match | Feuille de match | Feuille de match | Feuille de match |
| ---------------- | ---------------- | ---------------- | ---------------- | ---------------- |
|                  |                  |                  |                  |                  |
|                  |                  |                  |                  |                  |
|                  |                  |                  |                  |                  |
|                  |                  |                  |                  |                  |

### Phase finale

#### Tableau
Tous les horaires sont locaux (UTC+2)
|  | Quarts de finale                          | Quarts de finale                          |                                           |                                           | Demi-finales                              | Demi-finales                              |  |  | Finale                                    | Finale                                    |
|  | Quarts de finale                          | Quarts de finale                          |                                           |                                           | Demi-finales                              | Demi-finales                              |  |  | Finale                                    | Finale                                    |
|  |                                           |                                           |                                           |                                           |                                           |                                           |  |  |                                           |                                           |
|  | Versowood Areena, 2 janvier 2013, 14 h 30 | Versowood Areena, 2 janvier 2013, 14 h 30 |                                           |                                           | Versowood Areena, 4 janvier 2013, 14 h 30 | Versowood Areena, 4 janvier 2013, 14 h 30 |  |  | Versowood Areena, 5 janvier 2013, 18 h 30 | Versowood Areena, 5 janvier 2013, 18 h 30 |
|  | Versowood Areena, 2 janvier 2013, 14 h 30 | Versowood Areena, 2 janvier 2013, 14 h 30 |                                           |                                           | Versowood Areena, 4 janvier 2013, 14 h 30 | Versowood Areena, 4 janvier 2013, 14 h 30 |  |  | Versowood Areena, 5 janvier 2013, 18 h 30 | Versowood Areena, 5 janvier 2013, 18 h 30 |
|  | Versowood Areena, 2 janvier 2013, 14 h 30 | Versowood Areena, 2 janvier 2013, 14 h 30 | Canada                                    | 7                                         |                                           |                                           |  |  | Versowood Areena, 5 janvier 2013, 18 h 30 | Versowood Areena, 5 janvier 2013, 18 h 30 |
|  | Suède                                     | 4                                         | Canada                                    | 7                                         |                                           |                                           |  |  | Versowood Areena, 5 janvier 2013, 18 h 30 | Versowood Areena, 5 janvier 2013, 18 h 30 |
|  | Suède                                     | 4                                         | Suède                                     | 2                                         |                                           |                                           |  |  | Versowood Areena, 5 janvier 2013, 18 h 30 | Versowood Areena, 5 janvier 2013, 18 h 30 |
|  | Hongrie                                   | 0                                         | Suède                                     | 2                                         |                                           |                                           |  |  | Versowood Areena, 5 janvier 2013, 18 h 30 | Versowood Areena, 5 janvier 2013, 18 h 30 |
|  | Hongrie                                   | 0                                         | Versowood Areena, 4 janvier 2013, 18 h 30 | Versowood Areena, 4 janvier 2013, 18 h 30 | Canada                                    | 2                                         |  |  |                                           |                                           |
|  | Versowood Areena, 2 janvier 2013, 18 h 30 |                                           | Versowood Areena, 4 janvier 2013, 18 h 30 | Versowood Areena, 4 janvier 2013, 18 h 30 | Canada                                    | 2                                         |  |  |                                           |                                           |
|  |                                           | États-Unis                                | Versowood Areena, 4 janvier 2013, 18 h 30 | Versowood Areena, 4 janvier 2013, 18 h 30 | 1                                         |                                           |  |  |                                           |                                           |
|  | Finlande                                  | États-Unis                                | Versowood Areena, 4 janvier 2013, 18 h 30 | Versowood Areena, 4 janvier 2013, 18 h 30 | 1                                         | 3                                         |  |  |                                           |                                           |
|  | Finlande                                  | Rép. tchèque                              | 0                                         |                                           |                                           | 3                                         |  |  |                                           |                                           |
|  | Rép. tchèque                              | Rép. tchèque                              | 0                                         | 5                                         |                                           |                                           |  |  |                                           |                                           |
|  | Rép. tchèque                              | États-Unis                                | 10                                        | 5                                         |                                           |                                           |  |  |                                           |                                           |
|  |                                           | États-Unis                                | 10                                        | Match pour la 3e place                    |                                           |                                           |  |  |                                           |                                           |
|  | Match pour la 5e place                    |                                           |                                           |                                           |                                           |                                           |  |  |                                           |                                           |
|  | Vierumäki Areena, 4 janvier 2013, 14 h    | Vierumäki Areena, 4 janvier 2013, 14 h    | Versowood Areena, 5 janvier 2013, 14 h 30 | Versowood Areena, 5 janvier 2013, 14 h 30 |                                           |                                           |  |  |                                           |                                           |
|  | Vierumäki Areena, 4 janvier 2013, 14 h    | Vierumäki Areena, 4 janvier 2013, 14 h    | Versowood Areena, 5 janvier 2013, 14 h 30 | Versowood Areena, 5 janvier 2013, 14 h 30 |                                           |                                           |  |  |                                           |                                           |
|  | Finlande                                  | 3                                         | Suède                                     | 4                                         |                                           |                                           |  |  |                                           |                                           |
|  | Finlande                                  | 3                                         | Suède                                     | 4                                         |                                           |                                           |  |  |                                           |                                           |
|  | Hongrie                                   | 1                                         | Rép. tchèque                              | 0                                         |                                           |                                           |  |  |                                           |                                           |
|  | Hongrie                                   | 1                                         | Rép. tchèque                              | 0                                         |                                           |                                           |  |  |                                           |                                           |

#### Détails des matchs

##### Quarts de finale
| 2 janvier 2013 | Suède | 4-0 (3-0, 0-0, 1-0) | Hongrie | Versowood Areena |

| Feuille de match | Feuille de match | Feuille de match | Feuille de match | Feuille de match |
| ---------------- | ---------------- | ---------------- | ---------------- | ---------------- |
|                  |                  |                  |                  |                  |
|                  |                  |                  |                  |                  |
|                  |                  |                  |                  |                  |
|                  |                  |                  |                  |                  |

| 2 janvier 2013 | Finlande | 3-5 (2-2, 0-0, 1-3) | République tchèque | Versowood Areena |

| Feuille de match | Feuille de match | Feuille de match | Feuille de match | Feuille de match |
| ---------------- | ---------------- | ---------------- | ---------------- | ---------------- |
|                  |                  |                  |                  |                  |
|                  |                  |                  |                  |                  |
|                  |                  |                  |                  |                  |
|                  |                  |                  |                  |                  |

##### Demi-finales
| 4 janvier 2013 | Canada | 7-2 (2-0, 2-1, 3-1) | Suède | Versowood Areena |

| Feuille de match | Feuille de match | Feuille de match | Feuille de match | Feuille de match |
| ---------------- | ---------------- | ---------------- | ---------------- | ---------------- |
|                  |                  |                  |                  |                  |
|                  |                  |                  |                  |                  |
|                  |                  |                  |                  |                  |
|                  |                  |                  |                  |                  |

| 4 janvier 2013 | États-Unis | 10-0 (4-0, 3-0, 3-0) | République tchèque | Versowood Areena |

| Feuille de match | Feuille de match | Feuille de match | Feuille de match | Feuille de match |
| ---------------- | ---------------- | ---------------- | ---------------- | ---------------- |
|                  |                  |                  |                  |                  |
|                  |                  |                  |                  |                  |
|                  |                  |                  |                  |                  |
|                  |                  |                  |                  |                  |

##### Match pour la cinquième place
| 4 janvier 2013 | Finlande | 3-1 (0-0, 2-1, 1-0) | Hongrie | Vierumäki Areena |

| Feuille de match | Feuille de match | Feuille de match | Feuille de match | Feuille de match |
| ---------------- | ---------------- | ---------------- | ---------------- | ---------------- |
|                  |                  |                  |                  |                  |
|                  |                  |                  |                  |                  |
|                  |                  |                  |                  |                  |
|                  |                  |                  |                  |                  |

##### Match pour la troisième place
| 5 janvier 2013 | Suède | 4-0 (3-0, 1-0, 0-0) | République tchèque | Versowood Areena |

| Feuille de match | Feuille de match | Feuille de match | Feuille de match | Feuille de match |
| ---------------- | ---------------- | ---------------- | ---------------- | ---------------- |
|                  |                  |                  |                  |                  |
|                  |                  |                  |                  |                  |
|                  |                  |                  |                  |                  |
|                  |                  |                  |                  |                  |

##### Finale
| 5 janvier 2013 | États-Unis | 1-2 (pr) (1-0, 0-0, 0-1, 0-1) | Canada | Versowood Areena |

| Feuille de match | Feuille de match | Feuille de match | Feuille de match | Feuille de match |
| ---------------- | ---------------- | ---------------- | ---------------- | ---------------- |
|                  |                  |                  |                  |                  |
|                  |                  |                  |                  |                  |
|                  |                  |                  |                  |                  |
|                  |                  |                  |                  |                  |

### Bilan
Pour la sixième fois en autant d'éditions, le Canada et les États-Unis se retrouvent en finale. les canadiennes conservent leur titre en remportant la rencontre 2-1 après prolongation. La Suède garde sa médaille de bronze suivant son succès 4-0 sur la République tchèque. Demi-finaliste la saison passée, l'Allemagne est reléguée en Division I à la suite de ses deux défaites face à la Russie lors du tour de relégation.
Pour la troisième année, une européenne est désignée meilleure gardienne du tournoi, la suédoise Minatsu Murase. La canadienne Halli Krzyzaniak est choisie comme meilleure défenseure tandis que l'américaine Katherine Schipper est désignée meilleure attaquante pour la seconde année consécutive. Schipper termine également meilleure marqueuse du tournoi avec 13 points inscrits (5 buts et 8 aides) et est désignée meilleure joueuse par les journalistes.
| Position         | Joueuse            | Équipe     |
| ---------------- | ------------------ | ---------- |
| Gardienne de but | Kimberley Newell   | Canada     |
| Défenseur        | Ebba Strandberg    | Suède      |
| Défenseur        | Halli Krzyzaniak   | Canada     |
| Attaquante       | Elena Dergachyova  | Russie     |
| Attaquante       | Emma Nuutinen      | Finlande   |
| Attaquante       | Katherine Schipper | États-Unis |

| Clt                | Équipe     |
| ------------------ | ---------- |
| Médaille d'or      | Canada     |
| Médaille d'argent  | États-Unis |
| Médaille de bronze | Suède      |
| 4                  | Tchéquie   |
| 5                  | Finlande   |
| 6                  | Hongrie    |
| 7                  | Russie     |
| 8                  | Allemagne  |

## Division I
La Division I se déroule du 2 au 8 janvier 2013 à Romanshorn en Suisse.
| Clt   | Équipe         | PJ | V | VP | D | DP | BP | BC | Diff | Pts |
| ----- | -------------- | -- | - | -- | - | -- | -- | -- | ---- | --- |
| +001, | Japon          | 5  | 4 | 1  | 0 | 0  | 18 | 7  | +11  | 14  |
| +002, | Suisse (R)     | 5  | 3 | 0  | 1 | 1  | 17 | 6  | +11  | 10  |
| +003, | France (Q1)    | 5  | 3 | 0  | 2 | 0  | 11 | 11 | 0    | 9   |
| +004, | Norvège        | 5  | 3 | 0  | 2 | 0  | 10 | 10 | 0    | 9   |
| +005, | Slovaquie (Q2) | 5  | 1 | 0  | 4 | 0  | 8  | 12 | -4   | 3   |
| +006, | Autriche       | 5  | 0 | 0  | 5 | 0  | 7  | 25 | -18  | 0   |

- Promu en Division élite 2014
- Non qualifié pour la Division I 2014

## Qualification Division I
La Qualification pour la Division I se déroule du 27 octobre 2012 au 1er novembre 2012 à Dumfries au Royaume-Uni. En raison du retard de son vol d'avion, l'équipe du Kazakhstan déclare forfait pour sa première rencontre face à l'Italie.
| Clt   | Équipe          | PJ | V | VP | D | DP | BP | BC | Diff | Pts |
| ----- | --------------- | -- | - | -- | - | -- | -- | -- | ---- | --- |
| +001, | France          | 5  | 4 | 0  | 1 | 0  | 14 | 5  | +9   | 12  |
| +002, | Slovaquie       | 5  | 4 | 0  | 1 | 0  | 27 | 11 | +16  | 12  |
| +003, | Grande-Bretagne | 5  | 3 | 0  | 2 | 0  | 21 | 9  | +12  | 9   |
| +004, | Italie          | 5  | 2 | 1  | 2 | 0  | 10 | 9  | +1   | 8   |
| +005, | Chine           | 5  | 1 | 0  | 3 | 1  | 13 | 20 | -7   | 4   |
| +006, | Kazakhstan      | 5  | 0 | 0  | 5 | 0  | 3  | 34 | -31  | 0   |

- Qualifiés pour la Division I

- Meilleures joueuses[62],[63],[64]
  - Meilleure gardienne de but : Sabina Lossnitzer (Grande-Bretagne)
  - Meilleur défenseur : Gabriela Žitňanská (Slovaquie)
  - Meilleur attaquant : Louisa Lippiatt Durnell (Grande-Bretagne)
  - Meilleure joueuse : Lisa Bauer (France)
  - Meilleur pointeur : Louisa Lippiatt Durnell (Grande-Bretagne), 11 points (3 buts et 8 aides)